# Fjællebro
Fjællebro is een plaats in de Deense regio Seeland, gemeente Ringsted. De plaats telt 234 inwoners (2008).
Vanwege de locatie bij de spoorwegovergang wordt het ook wel Kværkeby Stationsby genoemd.